# Темплери

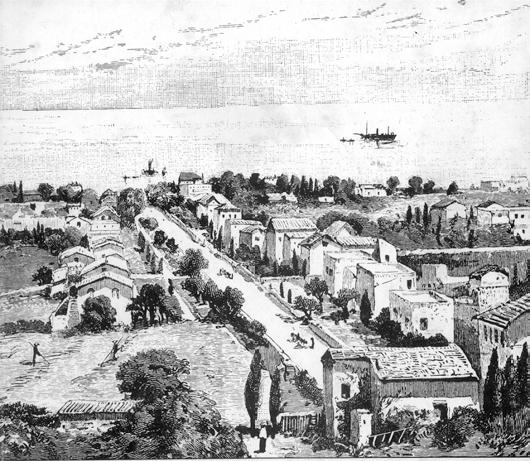
Квартал темплерів у Хайфі, 1875 рік, гравюра

Темплери (від нім. Tempel (укр. вимова «темпель») — храм, нім. Tempelgesellschaft — «Храмова спільнота», відомі також як Товариство друзів Єрусалиму, нім. Jerusalemfreunde) — лютеранська церква, що складалася з вихідців з Німеччини. Розрив з офіційною церквою призвів до заснування в 1862 році «Der Deutsche Tempel» — релігійної незалежної організації. З 1860-х по 1930-і роки темплери створювали колонії в Палестині. У 1939 році частково депортовані з Палестини британськими властями як громадяни нацистської Німеччини, а після утворення Ізраїлю решта палестинських темплерів депортовані через колишні зв'язки з нацистським режимом. В даний час[коли?] проживають переважно в Австралії та Німеччині.